# آلاله درمنه‌ای
آلاله درمنه‌ای یا آلاله بی‌مو (نام علمی: Ranunculus glaberrimus), گونه‌ای از گیاهان گلدار در خانواده آلالگان است و بومی غرب آمریکای شمالی، غرب کانادا، غرب ایالات متحده و شمال غربی دشت بزرگ است.
در انواع رویشگاهی با ارس (ارس غربی)، درمنه (درمنه بزرگ) و تلخ (Purshia tridentata) در زمین نمناک دیده می‌شود و به نسبت زود گل می‌دهد.